# György Lehel
György Lehel est un chef d'orchestre hongrois, né à Budapest le 10 février 1926, mort en cette ville le 25 septembre 1989.

## Biographie
Lehel a fait ses études musicales à Budapest avec Pál Kadosa (composition) et László Somogyi (direction d'orchestre). Il donne ses premiers concerts dans cette ville en 1946. À partir de 1950, il dirige l'orchestre de la Radio-Télévision Hongroise, succédant à Somogyi. En 1958, il est nommé chef à l'Orchestre Symphonique de Budapest, puis premier chef en 1962. Durant sa carrière, il est invité à se produire en Europe, aux États-Unis, au Japon. Il a régulièrement dirigé des œuvres de son compatriote Béla Bartók qu'il a aussi enregistrées.
Lehel est inhumé au cimetière Farkasrét à Budapest.

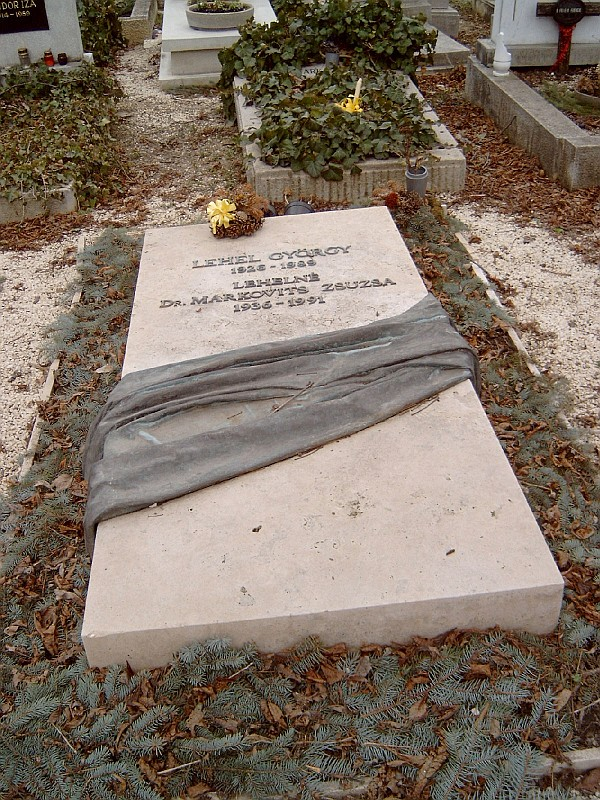
Tombe de Lehel au cimetière Farkasrét à Budapest

## Prix
- Prix Liszt (1955)
- Prix Liszt (1962)
- Prix Kossuth (1973)
- Prix Bartók–Pásztory (1988)

## Distinctions
- Artiste du Mérite (1967), distinction nationale

## Enregistrements notables
- Bartók : Zoltán Kocsis, piano, Concertos n°1 et n°2, Orchestre de la Radio-télévision hongroise, Hungaroton.
- Bartok : Suite de danses. Kodaly : Variations sur une chanson populaire hongroise "Le Paon", Orchestre de la Radio-télévision hongroise, Deutsche Grammophon
- Rachmaninov : Concerto pour piano nº 2, Jenő Jandó, piano, Orchestre Symphonique de Budapest

## Sources
- Bartók : Zoltán Kocsis, piano, Concertos nº 1 et nº 2, Orchestre de la Radio-télévision hongroise, Hungaroton. (livret de présentation)